# 庫苗內區

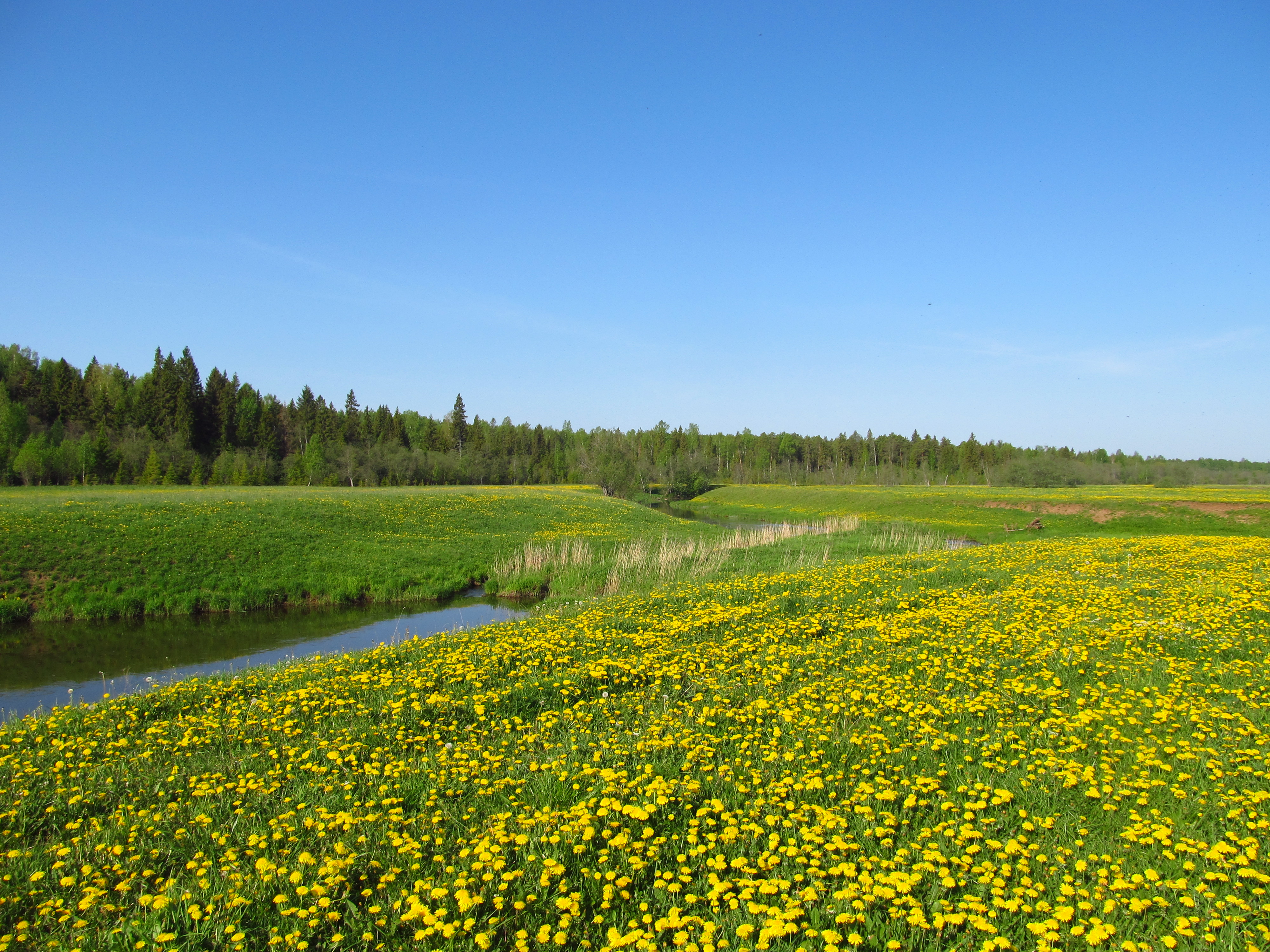

58°06′46″N 49°55′02″E / 58.11278°N 49.91722°E
庫苗內區（俄语：Кумёнский район），是俄羅斯的一個區，位於該國西部，由基洛夫州負責管轄，面積1,911平方公里，2010年該區人口17,350，人口密度每平方公里9.08人。